# Trichocera arctica
Trichocera arctica är en tvåvingeart som beskrevs av Lundstrom 1915. Trichocera arctica ingår i släktet Trichocera och familjen vintermyggor. Inga underarter finns listade i Catalogue of Life.